# Karosa B 831
Karosa B 831 je městský autobus, který byl vyroben ve třech kusech národním podnikem Karosa Vysoké Mýto mezi lety 1987 a 1989. Mělo se jednat o nástupce typu Karosa B 731 a spolu s trolejbusem Škoda 17Tr se autobus B 831 měl stát součástí nové unifikované řady silničních vozidel pro městskou hromadnou dopravu. V současnosti existuje jediný vůz B 831, který je jako historický exponát v majetku Technického muzea v Brně.

## Konstrukce
Jedná se o dvounápravový městský autobus se zadní hnací nápravou. Karoserie, která vychází z řady 700, byla polosamonosná panelové konstrukce. Základní skelet byl sešroubován a bylo k němu přinýtováno opláštění ocelovými plechy. Střecha byla zvýšená, neboť vozy byly vybaveny vnějším informačním systémem (převíjecí transparent). Vstup do vozidla zajišťovaly troje dvoukřídlé, vně výklopné dveře ovládané elektropneumaticky. Podlaha v interiéru byla tvořena vodovzdornou překližkou, na které se nacházela podlahová krytina (pod sedadly hladká, jinde rýhovaná). Výška podlahy byla po druhé dveře včetně 720 mm nad povrchem vozovky, v zadní části se zvedala formou šikmé rampy na výšku 890 mm. Vnitřní obklady bočnic a stropu byly vytvořeny z dřevovláknitých desek s povrchovou textilní úpravou. Sedačky pro cestující (v sériové výrobě měly být využity čalouněné sedáky, funkční vzorek autobusu ale obdržel koženkové sedačky z řady 700) byly rozmístěny 2+2 v počtu 31 míst. Naproti druhým dveřím se nacházelo místo pro kočárek nebo invalidní vozík. Kabina řidiče byla polouzavřená, v rámci sériové výroby pro Sovětský svaz se počítalo i s uzavřenou kabinou.
Rám podvozku příhradové prostorové konstrukce byl svařen z uzavřených ocelových profilů. Konstrukce náprav vycházela z řady 700, byla však upravena. Hnací zadní náprava byla tuhá maďarské značky Rába A 007.25, přední má nezávisle zavěšená kola na lichoběžníkových ramenech. Pohon zajišťoval dieselový motor LIAZ ML 636 M1.2B o výkonu 152 kW nacházející se v zadní části vozu, převodovka byla automatická typu Praga 4AB 120.

## Vývoj, výroba a provoz

### Vývoj unifikovaných vozidel

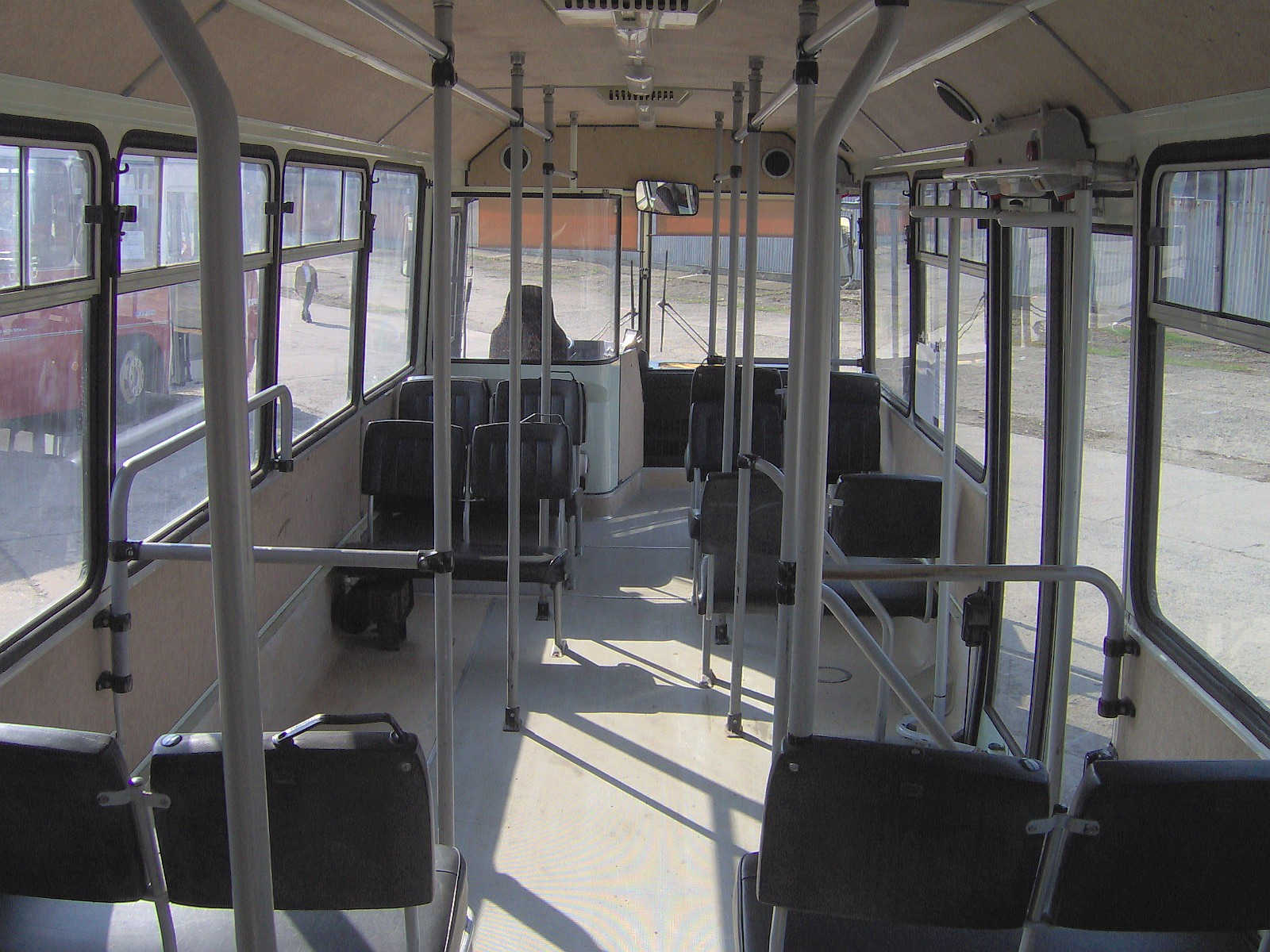
Interiér autobusu B 831

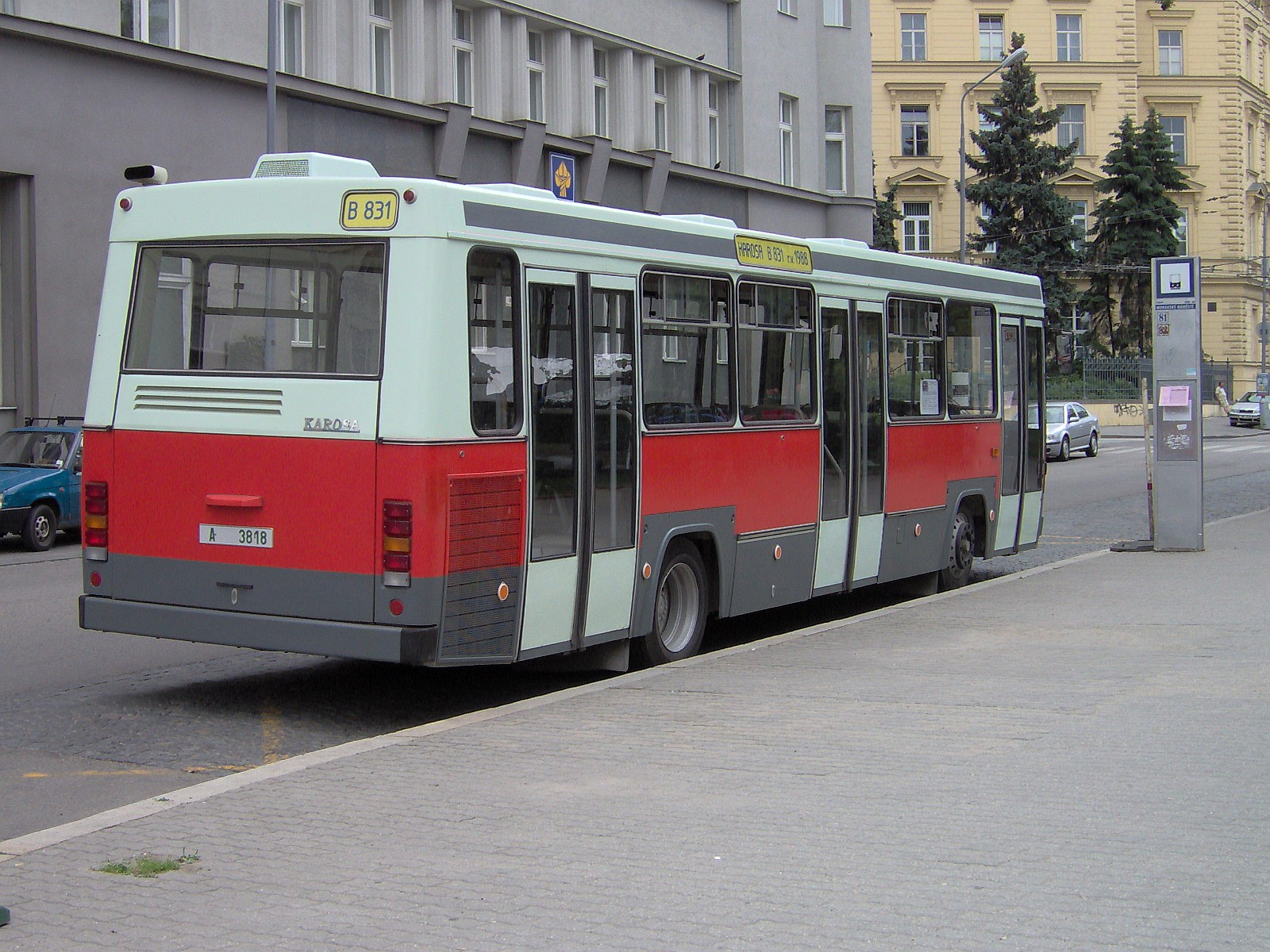
Karosa B 831 na brněnském Moravském náměstí

V době, kdy byla zahajována sériová výroba trolejbusů Škoda 14Tr, dostal podnik Škoda Ostrov vládním usnesením č. 205/81 ze dne 20. srpna 1981 (které mj. předpokládalo během 10 let stavbu nových trolejbusových systémů v dalších až 40 městech Československa) nařízeno zpracovat studii vývoje a realizačního zajištění nových vozidel MHD v podobě sólo trolejbusu, kloubového trolejbusu, sólo hybridu (myšleno hybridní trolejbus), sólo autobusu a kloubového autobusu. Koncepčně se mělo jednat o nová vozidla s maximální výškou podlahy 750 mm nad povrchem vozovky, která měla mít vyšší životnost, nižší spotřebu, nižší hluk, apod. První doklad o kontaktu Škody s Karosou ohledně této studie pochází z 3. července 1982 a i když podnik Karosa původně spolupráci kvůli plnému vytížení odmítl, během let 1982 a 1983 byly ve Vysokém Mýtě zpracovány první ideové výkresy vozidel unifikované řady. Po uvolnění kapacit nakonec Karosa podepsala dne 9. března 1984 se Škodou Ostrov smlouvu „o spolupráci při zpracování technicko-ekonomické studie zajištění vývoje, osvojení a realizace unifikované řady městských autobusů a trolejbusů v provedení sólo a kloubovém“, přičemž koordinátorem prací se oproti vládnímu nařízení č. 205/81 stal národní podnik Karosa. Předsednictvo československé vlády vydalo dne 8. listopadu 1984 usnesení č. 209 „o zabezpečení vývoje a výroby unifikované řady trolejbusů a autobusů včetně kloubových v období 8. a 9. pětiletky“, kterým schválilo předloženou koncepci unifikace a kterým určilo, že v roce 1993 by měla Škoda vyrobit 900 unifikovaných trolejbusů (sólo i kloubových) a Karosa 4000 unifikovaných autobusů (z toho 600 kloubových; další produkci měly tvořit karoserie pro oněch 900 trolejbusů). Takové množství vyráběných vozidel ale již znamenalo potřebu dalších investic do výrobních závodů. Studie unifikované řady, včetně zabezpečení její výroby, měla být zpracována do června 1985.
Studie byla v letech 1984 a 1985 skutečně vypracována, byly v ní dále navrženy např. místní autobusy typu C 833 (sólo) a C 843 (kloubový) či dvoučlánkový trolejbus Škoda 19Tr. Byla vyřešena výška podlahy – u trolejbusů jednotně 750 mm nad povrchem vozovky, u autobusů výška 720 mm, která se ale v zadní části vozidla zvýšila na 890 mm. Kromě toho vznikl i skutečně použitý designový návrh vozů od hlavního designéra Karosy, akademického sochaře Zdeňka Rosáka, projektantem karoserie byl Ladislav Klimeš. Technicko-ekonomická studie byla v polovině roku 1985 schválena a na jejím základě vydala dne 13. února 1986 československá vláda usnesení č. 22 se souhlasem platného investičního záměru akce „Vývoj a výroba unifikované řady trolejbusů a autobusů včetně kloubových.“ Celkové náklady byly vyčísleny na 1,039 mld. Kčs, z čehož 391,7 mil. Kčs měly tvořit stavební náklady na rozšíření výrobních prostor v Ostrově a Vysokém Mýtě. Sériová výroba měla být zahájena v roce 1993, roční produkce měla činit 4000 autobusů (z toho 600 kloubových) a 760 trolejbusů (z toho 200 kloubových).

### Výroba autobusů B 831
V rámci úkolu „Výzkum“ (od 1. ledna 1986 do 30. června 1988) měly být postaveny tři funkční vzorky unifikovaného vozidla (z toho jeden trolejbus), které skutečně byly realizovány. V průběhu druhé poloviny roku 1987 byl vyroben první funkční vzorek autobusu. Jednalo se pouze o nepojízdný skelet, který sloužil k pevnostním tenzometrickým zkouškám podvozku a karoserie, jež byly prováděny ve výzkumném ústavu Škody v Plzni-Bolevci. Druhý funkční vzorek autobusu Karosa B 831 (interním označením B2U, přesným typovým označením B 831.1650) byl dokončen v březnu 1988, přičemž v tomto případě se již jednalo o kompletní vůz. Ten byl rovněž testován, byly u něj provedeny kontroly rozměrů, hmotnosti, funkce rychloměru, geometrických charakteristik, apod. Autobus absolvoval zkušební jízdy s kontrolou spotřeby paliva, provozních vlastností (stoupavost, hlučnost, maximální rychlost, apod.). Jediný funkční vzorek trolejbusu Škoda 17Tr byl vyroben rovněž v roce 1988.
Na „Výzkum“ měl navázat úkol „Vývoj“ (od 1. ledna 1988 do 31. prosince 1990), ve kterém měly být vyrobeny prototypy vozidel unifikované řady. V roce 1988 to měly být prototypy sólo městského autobusu (3 vozy B 831) a sólo trolejbusu (3 vozy 17Tr), o rok později měly vzniknout vždy 2 prototypy sólo místního autobusu (C 833), kloubového městského (B 841) a kloubového místního autobusu (C 843; celkem tedy šest vozidel) a 2 prototypy kloubového trolejbusu (18Tr). Nicméně výroba prototypů byla opožděna, teprve v roce 1989 vznikl jediný prototyp autobusu B 831 (interně označený jako B3U) a dvě karoserie pro prototypy trolejbusů 17Tr. Autobus B3U byl dokončen v dubnu toho roku, od funkčního vzorku se lišil malými úpravami na přední masce, odlišnými čelními panoramatickými skly z Finska či čalouněnými sedačkami ze Západního Německa. Protože podnik Praga nedodal včas potřebnou automatickou převodovku, nemohl vůz vykonat zkušební jízdy. Tenzometrické zkoušky absolvoval 31. prosince 1989, tedy v době, kdy již byl projekt unifikovaných vozidel v podstatě zastaven.
Vyrobené vozy byly několikrát vystaveny veřejnosti, funkční vzorek trolejbusu 17Tr a autobus B2U se 12. září 1989 zúčastnily oficiální prezentace v Praze, jeden z autobusů byl vystaven i na slavnostech 120 let MHD v Brně tentýž měsíc.

### Ukončení projektu unifikovaných vozidel
I přes zpoždění s výrobou prototypů měla Karosa ještě na jaře 1989 snahu celý projekt dokončit. Již tehdy ale oznámila, že kvůli omezené kapacitě (v té době masově vyráběla vozy řady 700) nebude schopna dodávat Škodě Ostrov karoserie, protože slíbené státní investice do rozšíření výrobních prostor nebyly z důvodů šetření realizovány. Při průzkumu mezi dopravci se navíc ukázalo, že o místní autobusy C 833 a C 843, které měly tvořit většinu výroby, by byl pouze minimální zájem, proto v květnu 1989 požádala Karosa o vyjmutí těchto typů z úkolu „Vývoj“. Zřejmě z těchto důvodů dne 2. června téhož roku rozhodlo vedení Karosy o nezavedení sériové výroby nové unifikované řady 800. Dne 1. ledna 1990 vláda ukončila celé financování projektu unifikované řady vozidel z důvodu nedostatku investičních prostředků, o čemž Karosu informovalo československé ministerstvo hutnictví, strojírenství a elektrotechniky Karosu dne 31. ledna 1990. Celý projekt byl po zpracování studie oponentního řešení definitivně ukončen v polovině roku 1990.

### Osudy vyrobených vozidel

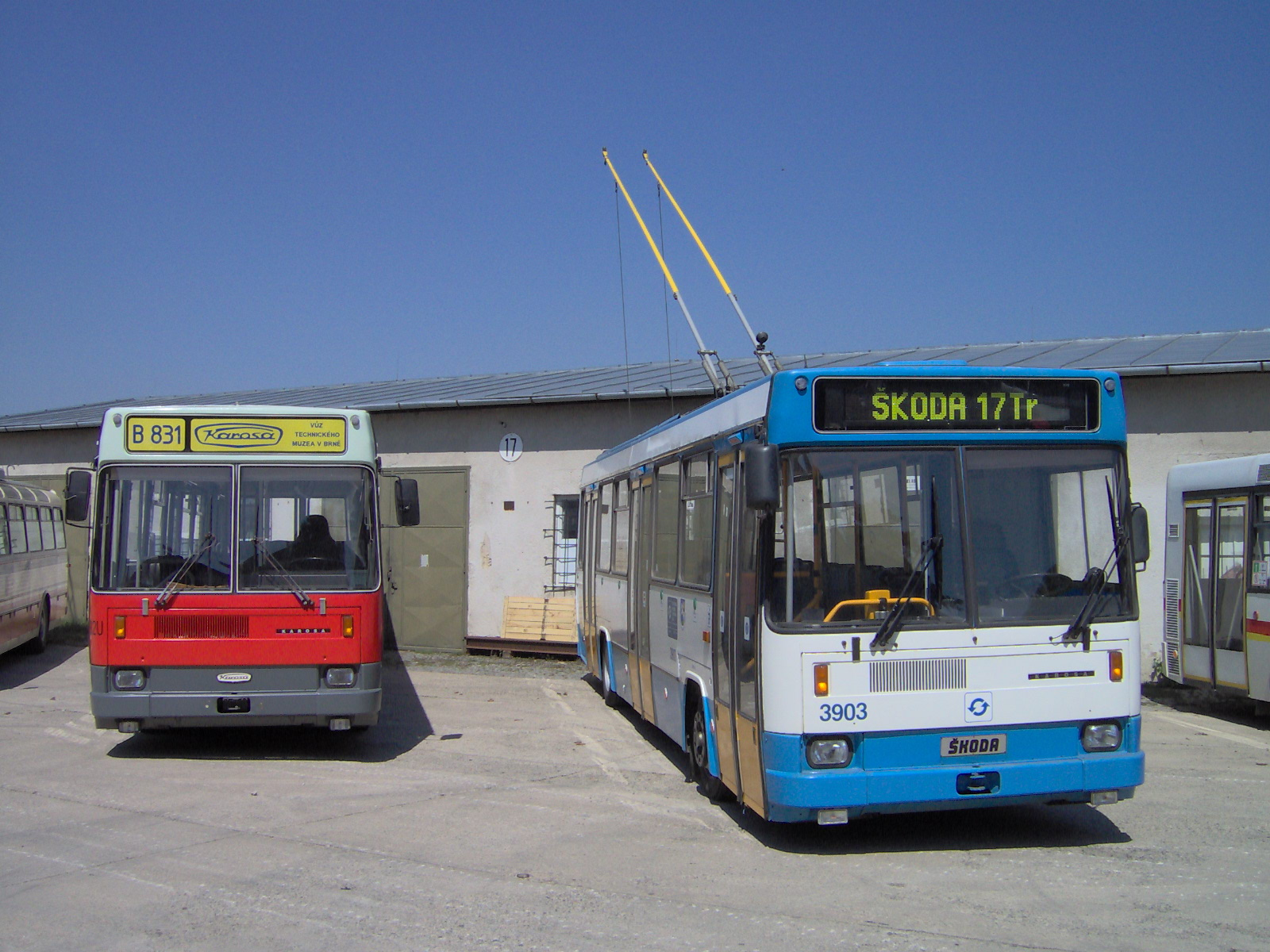
Unifikované vozy jako historické exponáty Technického muzea v Brně: autobus Karosa B 831 a trolejbus Škoda 17Tr

První funkční vzorek autobusu B 831 (rok výroby 1987) ve formě nepojízdného skeletu byl po provedených zkouškách v Plzni-Bolevci na konci 80. let 20. století sešrotován.
Druhý funkční vzorek označený jako B2U (r. v. 1988) byl po ukončení projektu řady unifikovaných vozidel využíván Karosou jako servisní (dílenské) vozidlo při provádění garančních oprav. Vůz prodělal výměnu nespolehlivé převodovky Praga za třístupňovou ZF 5HP500. 28. září 1995 byl se 77 006 najetými kilometry spolu s prototypem B3U bezplatně předán Technickému muzeu v Brně (TMB), které jej zařadilo do své sbírky vozidel MHD. Zde se nachází dodnes (v roce 2007 k němu přibyl i jeden ze tří vyrobených unifikovaných trolejbusů Škoda 17Tr) a je vystavován a příležitostně využíván jako pojízdný historický exponát.
Prototyp autobusu s označením B3U (r. v. 1989) prodělal i přes zrušení projektu zkušební jízdy (včetně jízd v Plzni a Chocni s umělým zatížením), absolvoval i zkoušky na polygonu Tatry v Kopřivnici. Poté byl stejně jako vůz B2U využíván jako servisní vozidlo Karosy, ovšem kvůli nespolehlivé převodovce, která nebyla vyměněna, byl využíván mnohem méně. V roce 1995 byl nabídnut brněnskému Technickému muzeu, které nakonec vyjednalo předání obou existujících vozů. K převzetí došlo 28. září 1995 (s celkově najetými 21 928 km), po vyjetí z areálu Karosy došlo k závadě na palivovém systému a autobus musel být do Brna odtažen. TMB jej využilo jako zdroj některých náhradních dílů pro muzejní exponát B2U a v roce 1997 jej odprodalo Dopravnímu podniku Ostrava, který ve druhé polovině 90. let zařadil do provozu všechny tři vyrobené trolejbusy 17Tr. Do Ostravy byl autobus převezen 25. července 1997, zde byl odstaven v areálu trolejbusové vozovny a využíván pro náhradní součástky pro trolejbusy Škoda 17Tr. Sešrotován byl na podzim 2004.